# Auguste Étallon
Claude Auguste Étallon (* 28. April 1826 in Luxeuil-les-Bains; † 28. Februar 1862 in Gray-la-Ville) war ein französischer Paläontologe.
Étallon kam aus einer angesehenen Kaufmannsfamilie. Er war Schullehrer (Professor) in Dol-de-Bretagne, Pau, Saint-Claude (Jura) und ab 1857 in Gray-la-Ville (Lehrer für höhere Mathematik).
Er befasste sich vor allem mit der Paläontologie der Französischen Jura und den dort zu findenden Fossilien aus dem Jura. Dazu gibt es von ihm von 1857 bis 1862 fünfzehn Veröffentlichungen.
Ihm zu Ehren wurde die Schildkröte Emys etalloni Pictet & Humbert, 1857, heute Plesiochelys etalloni (Pictet & Humbert, 1857), benannt, sowie der Seeigel Hemicidaris etalloni Cotteau, 1881.
Von Etallon stammt unter anderem die Erstbeschreibung der Steinkorallen-Gattung Amphiastrea Etallon 1859 und des Dekapoden Litogaster luxoviensis Etallon 1859 aus dem oberen Buntsandstein (Trias).

## Schriften
- Notice sur les grès bigarrés de Luxeuil. 1857
- Esquisse d'une description géologique du Haut Jura et en particulier des environs de St Claude. Annales Société Impériale d'Agriculture, d'Histoire Naturelle et des Arts utiles, Lyon 1857, 108 Seiten mit geologischer Karte
- Notice sur la classification des Spongiaires du Haut Jura et de leur distribution dans les étages. Extrait des actes de la Société jurassienne d’émulation (Porrentruy), 1857
- Études paléontologiques sur le Haut Jura : Rayonnés du corallien. Société d'Émulation du Doubs, 1858, 190 Seiten
- Description des crustacés fossiles de la Haute-Saône et du Haut-Jura. Bulletin de la Société Géologique de France, sér. 2, Band 16, 1859, S. 169–204.
- mit Jules Thurmann: Lethea bruntrutana ou études paléontologiques et stratigraphiques sur le Jura bernois et en particulier les environs de Porrentruy. 1859 (postumes Werk von Jules Thurmann vervollständigt und herausgegeben von Ètallon), 500 Seiten, 62 Tafeln
- Paléontostatique du Jura. Jura bernois. Faunes des terrains jurassiques supérieurs., Imprimé à Besançon, 16 Seiten, 8 Tafeln, um 1860
- Paléontostatique du Jura. Jura graylois. Faunes des terrains du Jurassique moyen, Société Impériale d'Agriculture, d'H N et des Arts utiles Lyon, 1860, 32 Seiten
- Paléontostatique du Jura. Faunes de l'étage Corallien, Société jurassienne d’émulation pour l'année 1859-60 (Porrentruy), 24 Seiten
- Rayonnés du Jura supérieur de Montbéliard, Société d'Émulation de Montbéliard, Imprimerie et litho. d'Henri Barbier, Montbéliard, 1860, 38 Seiten, 6 Tafeln
- Recherches paléontologiques sur la chaîne du Jura, préliminaires à l'étude des Polypiers, Archives des Sciences de la Bibliothèque universelle, 1860, 33 Seiten
- Notes sur les crustacés jurassiques du bassin du Jura, Extrait des Mémoires de la Société d'Agriculture de la Haute-Saône, April 1861, Band 9, 43 Seiten, 9 Tafeln
- Étude paléontologique sur le Haut Jura : monographie du Corallien et du Jurassique inférieur et moyen de la région de Gray, Mémoire de la Société d'Émulation du Doubs, Serie 3, Band 6, 1861, S. 53–244
- Étude paléontologique sur le Jura graylois : terrains jurassiques moyen et supérieur, Mémoire de la Société d'Émulation du Doubs, Serie 3, Band 8, 1862, S. 221–506
- Préliminaires à l'étude des polypiers.